# Jorge Bava
Pour les articles homonymes, voir Bava.
Jorge Bava, est un footballeur uruguayen né le 2 août 1981 à Montevideo. Il évolue au poste de gardien de but reconverti entraîneur.

## Carrière joueur
Jorge Bava joue en Uruguay, au Paraguay, au Mexique, en Argentine, et en Colombie.
Il dispute 48 matchs en Copa Libertadores, et 16 matchs en Copa Sudamericana. Il est à deux reprises quart de finaliste de la Copa Libertadores.
Le 7 janvier 2017, Jorge Bava s'engage avec le Fire de Chicago pour une saison avec deux autres en option.

## Palmarès
- Champion d'Uruguay en 2002, 2005 et 2005-2006
- Champion du Paraguay en 2007